# Supercoupe d'Espagne masculine de rink hockey
La Supercoupe d'Espagne de rink hockey est une compétition masculine de rink hockey qui se dispute tous les ans en début de saison, et qui oppose le champion d'OK Liga et le vainqueur de la Coupe d'Espagne lors de la saison précédente. Si le vainqueur de la Coupe est également le champion en titre, la Supercoupe se joue entre le champion d'OK Liga et le finaliste de la Coupe d'Espagne. La compétition ne s'est pas disputé chaque année et il n'existe à l'heure actuelle (2012) aucune compétition féminine équivalente.
En 2011, la compétition se joue sur un seul match sur terrain neutre. En 2012, la compétition revient au format de finale aller-retour. À partir de 2013, les équipes qui jouent sont les champions et les finalistes de la ligue et de la coupe, la compétition se déroule dans le même lieu et au format de deux matchs précédents et les vainqueurs jouent la finale. 

## Historique
| Saison    | Champion      | Finaliste          | Résultat               |
| --------- | ------------- | ------------------ | ---------------------- |
| 1983-1984 | Reus Deportiu | ?                  | ?                      |
| 1985-2003 | non disputé   | non disputé        | non disputé            |
| 2003-2004 | FC Barcelone  | HC Liceo           | 7-3 / 2-2              |
| 2004-2005 | FC Barcelone  | Club Patí Vic      | 4-2 / 3-6              |
| 2005-2006 | Reus Deportiu | FC Barcelone       | 2-3 / 3-3              |
| 2006-2007 | FC Barcelone  | Reus Deportiu      | 4-2 / 2-1              |
| 2007-2008 | FC Barcelone  | CE Noia            | 5-1 / 3-4              |
| 2008-2009 | Vic           | FC Barcelone       |                        |
| 2009-2010 | Vic           | FC Barcelone       |                        |
| 2010-2011 | FC Barcelone  | Reus Deportiu      | 5-1                    |
| 2011-2012 | FC Barcelone  | CE Noia            | 3-1 / 6-1              |
| 2013      | FC Barcelone  | Reus Deportiu      | 3-3 (1-0 aux pénaltys) |
| 2014      | FC Barcelone  | HC Liceo           | 5-4                    |
| 2015      | FC Barcelone  | HC Liceo           | 6-5                    |
| 2016      | HC Liceo      | Reus Deportiu      | 2-1                    |
| 2017      | FC Barcelone  | Club Patí Voltregà | 4-0                    |
| 2018      | HC Liceo      | FC Barcelone       | 3-2                    |
| 2019      | Reus Deportiu | FC Barcelone       | 3-2                    |
| 2020      | FC Barcelone  | Reus Deportiu      | 4-1                    |
| 2021      | HC Liceo      | FC Barcelone       | 3-2                    |
| 2022      | FC Barcelone  | Reus Deportiu      | 4-0                    |
| 2023      | FC Barcelone  | HC Liceo           | 3-2                    |
| 2024      | FC Barcelone  | Reus Deportiu      | 1-0                    |

### Sources
- (ca) Cet article est partiellement ou en totalité issu de l’article de Wikipédia en catalan intitulé « Supercopa espanyola d'hoquei patins masculina » (voir la liste des auteurs).